# Trelleborgsrevyn
Trelleborgsrevyns är en teatergrupp som i olika omgångar verkat i Trelleborg.
Den första föreställningen skedde 1916. Initiativtagarna var herrarna Algot Hägg och Carl Lundberg och det spelades revy ända fram till 1935. Därefter lades revyn ned för att 1947 återuppväckas av Knut-Gerhard. Denna omgång höll man på till 1957.
1983 hade Trelleborgsrevyn premiär igen efter 25 års uppehåll med föreställningen "Nöjesgivarfonden". Trelleborgsrevyn har spelat nyårsrevy varje år sen 1983 och sommarlustspel varje sommar. I dagsläget (2010) spelar Trelleborgsrevyn sin nyårsrevy på Grand i Trelleborg och sommarlustspelet i Parken Trelleborg.